# Йосип Немирич
Йосип (Єсип) Іванович Немирич (д/н — 1594) — руський (український) земський діяч часів Речі Посполитої. Став першим магнатом з роду Немиричів.

## Життєпис
Походив з волинського шляхетського роду Немиричів гербу Клямри. Син Івашка Немирича, київського зем'янина, та Йордани Скобейко.
Розпочав службу королівським дворянином Сигізмунда II Августа. У 1545 році за «пописом» володів Олевськом і навколишніми селами (отримав ці землі від короля Сигізмунда II Августа). Наприкінці 1540-х років одружився з Богданою Семенівною Бабинською, вдовою Льва Полоза, дворянина королеви Бони.
У 1560 році успадкував володіння в Черняхівській волості після смерті стриєчного брата Івана Скобейка. У 1562—1564 роках він згадується як намісник київського воєводи князя Костянтина Василя Острозького. 1564 року київський війт Богуш Ленкевич поскаржився на Йосипа Немирича за образу честі й поранення. У скарзі згадується, що намісник «на поштивост єго сєгал и словы доткливыми ку почтивости єго примовлял», «и раненьє на члонках єго руки правоє и о кривды, и о тиски над привилья и вольности ихъ местьскиє». 1566 році стає київським земським суддею (першим, хто обійняв цю посаду після впровадження).
Йосип Немирич був послом київської шляхти на сейми 1570, 1576 і 1582 років. Протягом 1583—1591 років Немиричу довелося обстоювати в суді своє право на Черняхів та околиці, на які претендував князь Яким Корецький. При цьому боровся зі збройними наїздами останнього за підтримки козаків з Черкащини, з якими на той час встановив дружні стосунки. У 1584—1591 роках тримав у заставі 1/3 Норинська.
В 1588 році обміняв село Кузьмичі з околицями у його північній частині в Богдана Дешковського на Івницю неподалік Житомира. Почав боротьбу з Григорієм Яцьковичем-Бутовичем за Топориську волость, яку 1591 року відсудив для себе. Втім, невдовзі, її зуміли відібрати Олізари. Помер Йосип Немирич у 1598 році.

## Майно
Йосип Немирич володів Черняхівською волостю (Черняхів) у Житомирському повіті, сусідніми, розташованими в Овруцькому повіті, маєтками навколо Шершні, Приборською волостю над Тетеревом, олевськими землями (Олевськ) у північно-західному куті воєводства, село Івницю, кілька сіл, розкиданих Овруцьким повітом.

## Родина
Одружений двічі: перша дружина (кінець 1540-их) — Богдана Семенівна Бабинська, вдова Льва Полоза (пом. до 1550). Друга дружина — Софія, дочка Скуміна (Івана) Тишкевича, чорнобильського старости. Діти:
- Семен, стольник київський (від 1-го шлюбу)
- Андрій, родоначальник черняхівської гілки роду (від 1-го шлюбу)
- Матвій, родоначальник олевської гілки роду (від 2-го шлюбу)
- Іван, зем'янин (від 2-го шлюбу)